# Головачка Дмитра
Головачка Дмитра (Cephalaria demetrii) — вид квіткових рослин родини жимолостевих (Caprifoliaceae).

## Біоморфологічна характеристика
Це багаторічна рослина 80–100 см заввишки. Стебло голе, блискуче. Листки перистонадрізані, з ланцетними частками, майже шкірясті, з обох боків коротко запушені.

## Поширення
Ендемік Криму.
В Україні вид зростає на щебенистих схилах — у Криму, рідко; ендемік Криму.